# べるを
べるを（1962年10月12日 - ）は、島根県を拠点に山陰地方で活動しているローカルタレント、司会者、コラムニスト。
本名は周藤 浩史（すとう ひろふみ）。島根県能義郡伯太町（現：安来市）出身。血液型はO型、星座はてんびん座。

## 来歴・人物
農業共済組合職員を経て1995年にタレント業を開始。1996年に『MTRサウンドスクエア』のパーソナリティに就任して以降、山陰放送（BSS）ラジオへの出演を継続しているほか、地元タウン情報誌への寄稿などライター業も行っている。地域イベントなどでは本名の周藤浩史名義で司会業も行う。

## 出演

### テレビ
- 米子ミリオンゲット（ナレーションのみ）

### CM
- コダマサイエンス(中岡みずえと共に出演、テレビ)

## 過去の担当番組
特記なき場合は山陰放送の番組。

### ラジオ
- MTRサウンドスクエア
- 自由ほんぽーおしゃべり本舗
- 中四国ライブネット
  - 「山陰発　自由ほんぽーおしゃべり本舗まつり　これが山陰だ！」（2005年11月5日）
  - 「山陰発　おしゃべり本舗特別号『妖怪と遊ぼう！！』」（2006年11月25日）
- 六子のM-street（エフエム山陰、2008年4月 - 2014年9月）
- 午後はドキドキ! （BSS、火曜日）

### テレビ
- 夜な夜なてれび（BSS、毎月第1木曜25:00～25:30）
- 生たまごBang!（BSS、中継レポーター）

### CM
- 鳥取銀行（テレビ・ラジオ共に出演）
- キンダイ観光株式会社（テレビ）